# Eleições legislativas portuguesas de 1980 no distrito de Faro
| Eleições legislativas portuguesas de 1980 Distritos: Aveiro \| Beja \| Braga \| Bragança \| Castelo Branco \| Coimbra \| Évora \| Faro \| Guarda \| Leiria \| Lisboa \| Portalegre \| Porto \| Santarém \| Setúbal \| Viana do Castelo \| Vila Real \| Viseu \| Açores \| Madeira \| Estrangeiro |

## Resultados por Concelho
Os resultados nos concelhos do Distrito de Faro foram os seguintes:

### Albufeira
| Partido                 | Partido                           | Votos  | %               | +/-  |
| ----------------------- | --------------------------------- | ------ | --------------- | ---- |
|                         | Aliança Democrática               | 4 634  | 44,27 / 100,00  | 3,64 |
|                         | Frente Republicana e Socialista   | 3 569  | 34,09 / 100,00  | 1,49 |
|                         | Aliança Povo Unido                | 1 219  | 11,65 / 100,00  | 3,10 |
|                         | POUS-PST                          | 200    | 1,91 / 100,00   | -    |
|                         | Partido Socialista Revolucionário | 167    | 1,60 / 100,00   | 0,86 |
|                         | Partido Trabalhista               | 124    | 1,18 / 100,00   | -    |
|                         | União Democrática Popular         | 123    | 1,18 / 100,00   | 0,79 |
|                         | Outros                            | 125    | 1,20 / 100,00   |      |
| Votos Inválidos         | Votos Inválidos                   | 307    | 2,94 / 100,00   | 0,77 |
| Total                   | Total                             | 10 468 | 100,00 / 100,00 |      |
| Eleitorado/Participação | Eleitorado/Participação           | 12 846 | 81,49 / 100,00  | 1,44 |

### Alcoutim
| Partido                 | Partido                                         | Votos | %               | +/-  |
| ----------------------- | ----------------------------------------------- | ----- | --------------- | ---- |
|                         | Frente Republicana e Socialista                 | 1 318 | 38,55 / 100,00  | 0,87 |
|                         | Aliança Democrática                             | 1 108 | 32,41 / 100,00  | 2,57 |
|                         | Aliança Povo Unido                              | 544   | 15,91 / 100,00  | 1,80 |
|                         | POUS-PST                                        | 84    | 2,46 / 100,00   | -    |
|                         | Partido Socialista Revolucionário               | 66    | 1,93 / 100,00   | 0,46 |
|                         | Partido Trabalhista                             | 49    | 1,43 / 100,00   | -    |
|                         | Partido Comunista dos Trabalhadores Portugueses | 49    | 1,43 / 100,00   | 0,05 |
|                         | Outros                                          | 40    | 1,17 / 100,00   |      |
| Votos Inválidos         | Votos Inválidos                                 | 161   | 4,71 / 100,00   | 1,56 |
| Total                   | Total                                           | 3 419 | 100,00 / 100,00 |      |
| Eleitorado/Participação | Eleitorado/Participação                         | 4 510 | 75,81 / 100,00  | 1,14 |

### Aljezur
| Partido                 | Partido                                         | Votos | %               | +/-  |
| ----------------------- | ----------------------------------------------- | ----- | --------------- | ---- |
|                         | Frente Republicana e Socialista                 | 1 441 | 39,40 / 100,00  | 2,71 |
|                         | Aliança Povo Unido                              | 949   | 25,95 / 100,00  | 1,77 |
|                         | Aliança Democrática                             | 747   | 20,43 / 100,00  | 1,55 |
|                         | POUS-PST                                        | 148   | 4,05 / 100,00   | -    |
|                         | Partido Socialista Revolucionário               | 84    | 2,30 / 100,00   | 0,87 |
|                         | União Democrática Popular                       | 62    | 1,70 / 100,00   | 0,64 |
|                         | Partido Trabalhista                             | 57    | 1,56 / 100,00   | -    |
|                         | Partido Comunista dos Trabalhadores Portugueses | 50    | 1,37 / 100,00   | 0,06 |
|                         | Outros                                          | 11    | 0,30 / 100,00   |      |
| Votos Inválidos         | Votos Inválidos                                 | 108   | 2,95 / 100,00   | 1,92 |
| Total                   | Total                                           | 3 657 | 100,00 / 100,00 |      |
| Eleitorado/Participação | Eleitorado/Participação                         | 4 476 | 81,70 / 100,00  | 1,79 |

### Castro Marim
| Partido                 | Partido                                         | Votos | %               | +/-  |
| ----------------------- | ----------------------------------------------- | ----- | --------------- | ---- |
|                         | Frente Republicana e Socialista                 | 1 896 | 44,13 / 100,00  | 0,13 |
|                         | Aliança Democrática                             | 1 186 | 27,61 / 100,00  | 0,43 |
|                         | Aliança Povo Unido                              | 508   | 11,82 / 100,00  | 2,41 |
|                         | União Democrática Popular                       | 138   | 3,21 / 100,00   | 1,27 |
|                         | POUS-PST                                        | 130   | 3,03 / 100,00   | -    |
|                         | Partido Socialista Revolucionário               | 101   | 2,35 / 100,00   | 1,16 |
|                         | Partido Trabalhista                             | 65    | 1,51 / 100,00   | -    |
|                         | Partido Comunista dos Trabalhadores Portugueses | 50    | 1,16 / 100,00   | 0,44 |
|                         | Outros                                          | 14    | 0,33 / 100,00   |      |
| Votos Inválidos         | Votos Inválidos                                 | 208   | 4,84 / 100,00   | 1,26 |
| Total                   | Total                                           | 4 296 | 100,00 / 100,00 |      |
| Eleitorado/Participação | Eleitorado/Participação                         | 5 578 | 77,02 / 100,00  | 2,37 |

### Faro
| Partido                 | Partido                           | Votos  | %               | +/-  |
| ----------------------- | --------------------------------- | ------ | --------------- | ---- |
|                         | Aliança Democrática               | 12 174 | 41,43 / 100,00  | 2,09 |
|                         | Frente Republicana e Socialista   | 8 838  | 30,08 / 100,00  | 1,39 |
|                         | Aliança Povo Unido                | 5 810  | 19,77 / 100,00  | 3,94 |
|                         | POUS-PST                          | 485    | 1,65 / 100,00   | -    |
|                         | União Democrática Popular         | 427    | 1,45 / 100,00   | 1,46 |
|                         | Partido Socialista Revolucionário | 376    | 1,28 / 100,00   | 0,78 |
|                         | Outros                            | 521    | 1,77 / 100,00   |      |
| Votos Inválidos         | Votos Inválidos                   | 751    | 2,56 / 100,00   | 0,43 |
| Total                   | Total                             | 29 382 | 100,00 / 100,00 |      |
| Eleitorado/Participação | Eleitorado/Participação           | 34 295 | 85,67 / 100,00  | 0,46 |

### Lagoa
| Partido                 | Partido                           | Votos  | %               | +/-  |
| ----------------------- | --------------------------------- | ------ | --------------- | ---- |
|                         | Frente Republicana e Socialista   | 3 735  | 38,64 / 100,00  | 5,98 |
|                         | Aliança Democrática               | 3 270  | 33,83 / 100,00  | 0,56 |
|                         | Aliança Povo Unido                | 1 546  | 15,99 / 100,00  | 7,28 |
|                         | Partido Socialista Revolucionário | 190    | 1,97 / 100,00   | 0,98 |
|                         | POUS-PST                          | 184    | 1,90 / 100,00   | -    |
|                         | União Democrática Popular         | 183    | 1,89 / 100,00   | 1,47 |
|                         | Partido Trabalhista               | 112    | 1,16 / 100,00   | -    |
|                         | Outros                            | 115    | 1,19 / 100,00   |      |
| Votos Inválidos         | Votos Inválidos                   | 331    | 3,42 / 100,00   | 0,36 |
| Total                   | Total                             | 9 666  | 100,00 / 100,00 |      |
| Eleitorado/Participação | Eleitorado/Participação           | 11 100 | 87,08 / 100,00  | 1,93 |

### Lagos
| Partido                 | Partido                           | Votos  | %               | +/-  |
| ----------------------- | --------------------------------- | ------ | --------------- | ---- |
|                         | Frente Republicana e Socialista   | 4 644  | 35,43 / 100,00  | 1,05 |
|                         | Aliança Democrática               | 4 023  | 30,69 / 100,00  | 3,76 |
|                         | Aliança Povo Unido                | 2 894  | 22,08 / 100,00  | 4,68 |
|                         | POUS-PST                          | 318    | 2,43 / 100,00   | -    |
|                         | União Democrática Popular         | 305    | 2,33 / 100,00   | 1,29 |
|                         | Partido Socialista Revolucionário | 256    | 1,95 / 100,00   | 1,04 |
|                         | Partido Trabalhista               | 140    | 1,07 / 100,00   | -    |
|                         | Outros                            | 141    | 1,07 / 100,00   |      |
| Votos Inválidos         | Votos Inválidos                   | 388    | 2,96 / 100,00   | 0,37 |
| Total                   | Total                             | 13 109 | 100,00 / 100,00 |      |
| Eleitorado/Participação | Eleitorado/Participação           | 15 268 | 85,86 / 100,00  | 0,94 |

### Loulé
| Partido                 | Partido                           | Votos  | %               | +/-  |
| ----------------------- | --------------------------------- | ------ | --------------- | ---- |
|                         | Aliança Democrática               | 13 436 | 48,34 / 100,00  | 4,77 |
|                         | Frente Republicana e Socialista   | 8 233  | 29,62 / 100,00  | 2,62 |
|                         | Aliança Povo Unido                | 2 984  | 10,73 / 100,00  | 2,68 |
|                         | POUS-PST                          | 657    | 2,36 / 100,00   | -    |
|                         | Partido Socialista Revolucionário | 462    | 1,66 / 100,00   | 0,76 |
|                         | União Democrática Popular         | 427    | 1,54 / 100,00   | 1,17 |
|                         | Partido Trabalhista               | 344    | 1,24 / 100,00   | -    |
|                         | Outros                            | 323    | 1,16 / 100,00   |      |
| Votos Inválidos         | Votos Inválidos                   | 931    | 3,35 / 100,00   | 1,15 |
| Total                   | Total                             | 27 797 | 100,00 / 100,00 |      |
| Eleitorado/Participação | Eleitorado/Participação           | 33 721 | 82,43 / 100,00  | 1,60 |

### Monchique
| Partido                 | Partido                                         | Votos | %               | +/-  |
| ----------------------- | ----------------------------------------------- | ----- | --------------- | ---- |
|                         | Aliança Democrática                             | 3 070 | 45,83 / 100,00  | 2,00 |
|                         | Frente Republicana e Socialista                 | 1 920 | 28,67 / 100,00  | 2,59 |
|                         | Aliança Povo Unido                              | 871   | 13,00 / 100,00  | 1,57 |
|                         | POUS-PST                                        | 187   | 2,79 / 100,00   | -    |
|                         | Partido Socialista Revolucionário               | 118   | 1,76 / 100,00   | 0,93 |
|                         | Partido Trabalhista                             | 74    | 1,10 / 100,00   | -    |
|                         | Partido Comunista dos Trabalhadores Portugueses | 72    | 1,07 / 100,00   | 0,27 |
|                         | União Democrática Popular                       | 71    | 1,06 / 100,00   | 0,73 |
|                         | Outros                                          | 43    | 0,64 / 100,00   |      |
| Votos Inválidos         | Votos Inválidos                                 | 272   | 4,06 / 100,00   | 0,37 |
| Total                   | Total                                           | 6 698 | 100,00 / 100,00 |      |
| Eleitorado/Participação | Eleitorado/Participação                         | 7 984 | 83,39 / 100,00  | 1,31 |

### Olhão
| Partido                 | Partido                                         | Votos  | %               | +/-  |
| ----------------------- | ----------------------------------------------- | ------ | --------------- | ---- |
|                         | Frente Republicana e Socialista                 | 8 305  | 40,32 / 100,00  | 4,29 |
|                         | Aliança Democrática                             | 7 512  | 36,47 / 100,00  | 4,39 |
|                         | Aliança Povo Unido                              | 2 454  | 11,91 / 100,00  | 2,11 |
|                         | POUS-PST                                        | 435    | 2,11 / 100,00   | -    |
|                         | Partido Comunista dos Trabalhadores Portugueses | 378    | 1,84 / 100,00   | 0,11 |
|                         | Partido Socialista Revolucionário               | 317    | 1,54 / 100,00   | 1,06 |
|                         | União Democrática Popular                       | 293    | 1,42 / 100,00   | 0,86 |
|                         | Partido Trabalhista                             | 212    | 1,03 / 100,00   | -    |
|                         | Outros                                          | 54     | 0,26 / 100,00   |      |
| Votos Inválidos         | Votos Inválidos                                 | 636    | 3,09 / 100,00   | 0,24 |
| Total                   | Total                                           | 20 596 | 100,00 / 100,00 |      |
| Eleitorado/Participação | Eleitorado/Participação                         | 24 999 | 82,39 / 100,00  | 0,44 |

### Portimão
| Partido                 | Partido                           | Votos  | %               | +/-  |
| ----------------------- | --------------------------------- | ------ | --------------- | ---- |
|                         | Frente Republicana e Socialista   | 9 321  | 40,31 / 100,00  | 5,70 |
|                         | Aliança Democrática               | 7 729  | 33,43 / 100,00  | 0,72 |
|                         | Aliança Povo Unido                | 3 762  | 16,27 / 100,00  | 6,98 |
|                         | União Democrática Popular         | 482    | 2,08 / 100,00   | 1,71 |
|                         | POUS-PST                          | 418    | 1,81 / 100,00   | -    |
|                         | Partido Socialista Revolucionário | 350    | 1,51 / 100,00   | 0,86 |
|                         | Partido Trabalhista               | 235    | 1,02 / 100,00   | -    |
|                         | Outros                            | 228    | 0,98 / 100,00   |      |
| Votos Inválidos         | Votos Inválidos                   | 598    | 2,58 / 100,00   | 0,67 |
| Total                   | Total                             | 23 123 | 100,00 / 100,00 |      |
| Eleitorado/Participação | Eleitorado/Participação           | 26 615 | 86,88 / 100,00  | 1,81 |

### São Brás de Alportel
| Partido                 | Partido                           | Votos | %               | +/-  |
| ----------------------- | --------------------------------- | ----- | --------------- | ---- |
|                         | Aliança Democrática               | 1 898 | 39,70 / 100,00  | 2,55 |
|                         | Frente Republicana e Socialista   | 1 704 | 35,64 / 100,00  | 2,74 |
|                         | Aliança Povo Unido                | 630   | 13,18 / 100,00  | 2,93 |
|                         | POUS-PST                          | 135   | 2,82 / 100,00   | -    |
|                         | Partido Socialista Revolucionário | 94    | 1,97 / 100,00   | 1,09 |
|                         | Partido Trabalhista               | 64    | 1,34 / 100,00   | -    |
|                         | União Democrática Popular         | 60    | 1,25 / 100,00   | 0,09 |
|                         | Outros                            | 46    | 0,97 / 100,00   |      |
| Votos Inválidos         | Votos Inválidos                   | 150   | 3,14 / 100,00   | 0,70 |
| Total                   | Total                             | 4 781 | 100,00 / 100,00 |      |
| Eleitorado/Participação | Eleitorado/Participação           | 5 932 | 80,60 / 100,00  | 0,39 |

### Silves
| Partido                 | Partido                           | Votos  | %               | +/-  |
| ----------------------- | --------------------------------- | ------ | --------------- | ---- |
|                         | Frente Republicana e Socialista   | 6 844  | 32,84 / 100,00  | 0,22 |
|                         | Aliança Democrática               | 6 645  | 31,88 / 100,00  | 2,17 |
|                         | Aliança Povo Unido                | 4 837  | 23,21 / 100,00  | 3,88 |
|                         | POUS-PST                          | 502    | 2,41 / 100,00   | -    |
|                         | União Democrática Popular         | 374    | 1,79 / 100,00   | 1,06 |
|                         | Partido Socialista Revolucionário | 373    | 1,79 / 100,00   | 0,84 |
|                         | Partido Trabalhista               | 284    | 1,36 / 100,00   | -    |
|                         | Outros                            | 259    | 1,24 / 100,00   |      |
| Votos Inválidos         | Votos Inválidos                   | 724    | 3,47 / 100,00   | 0,76 |
| Total                   | Total                             | 20 842 | 100,00 / 100,00 |      |
| Eleitorado/Participação | Eleitorado/Participação           | 24 647 | 84,56 / 100,00  | 0,70 |

### Tavira
| Partido                 | Partido                           | Votos  | %               | +/-  |
| ----------------------- | --------------------------------- | ------ | --------------- | ---- |
|                         | Aliança Democrática               | 5 687  | 38,82 / 100,00  | 3,18 |
|                         | Frente Republicana e Socialista   | 5 442  | 37,15 / 100,00  | 3,48 |
|                         | Aliança Povo Unido                | 1 474  | 10,06 / 100,00  | 0,63 |
|                         | União Democrática Popular         | 419    | 2,86 / 100,00   | 2,20 |
|                         | POUS-PST                          | 397    | 2,71 / 100,00   | -    |
|                         | Partido Socialista Revolucionário | 259    | 1,77 / 100,00   | 0,90 |
|                         | Partido Trabalhista               | 230    | 1,57 / 100,00   | -    |
|                         | Outros                            | 211    | 1,44 / 100,00   |      |
| Votos Inválidos         | Votos Inválidos                   | 529    | 3,61 / 100,00   | 0,91 |
| Total                   | Total                             | 14 648 | 100,00 / 100,00 |      |
| Eleitorado/Participação | Eleitorado/Participação           | 18 858 | 77,68 / 100,00  | 1,45 |

### Vila do Bispo
| Partido                 | Partido                                         | Votos | %               | +/-  |
| ----------------------- | ----------------------------------------------- | ----- | --------------- | ---- |
|                         | Frente Republicana e Socialista                 | 1 184 | 33,37 / 100,00  | 5,46 |
|                         | Aliança Democrática                             | 934   | 26,32 / 100,00  | 4,07 |
|                         | Aliança Povo Unido                              | 774   | 21,82 / 100,00  | 1,87 |
|                         | União Democrática Popular                       | 145   | 4,09 / 100,00   | 1,91 |
|                         | POUS-PST                                        | 132   | 3,72 / 100,00   | -    |
|                         | Partido Socialista Revolucionário               | 78    | 2,20 / 100,00   | 0,93 |
|                         | Partido Trabalhista                             | 65    | 1,83 / 100,00   | -    |
|                         | Partido Comunista dos Trabalhadores Portugueses | 65    | 1,83 / 100,00   | 0,10 |
|                         | Outros                                          | 12    | 0,34 / 100,00   |      |
| Votos Inválidos         | Votos Inválidos                                 | 159   | 4,48 / 100,00   | 0,38 |
| Total                   | Total                                           | 3 548 | 100,00 / 100,00 |      |
| Eleitorado/Participação | Eleitorado/Participação                         | 4 451 | 79,71 / 100,00  | 4,20 |

### Vila Real de Santo António
| Partido                 | Partido                           | Votos  | %               | +/-  |
| ----------------------- | --------------------------------- | ------ | --------------- | ---- |
|                         | Aliança Povo Unido                | 3 209  | 31,80 / 100,00  | 2,15 |
|                         | Frente Republicana e Socialista   | 3 169  | 31,41 / 100,00  | 0,71 |
|                         | Aliança Democrática               | 2 700  | 26,76 / 100,00  | 2,50 |
|                         | União Democrática Popular         | 292    | 2,89 / 100,00   | 1,47 |
|                         | POUS-PST                          | 147    | 1,46 / 100,00   | -    |
|                         | Partido Socialista Revolucionário | 136    | 1,35 / 100,00   | 0,69 |
|                         | Outros                            | 184    | 1,82 / 100,00   |      |
| Votos Inválidos         | Votos Inválidos                   | 253    | 2,50 / 100,00   | 0,67 |
| Total                   | Total                             | 10 090 | 100,00 / 100,00 |      |
| Eleitorado/Participação | Eleitorado/Participação           | 11 937 | 84,53 / 100,00  | 1,59 |